# Obrona Wyznania augsburskiego

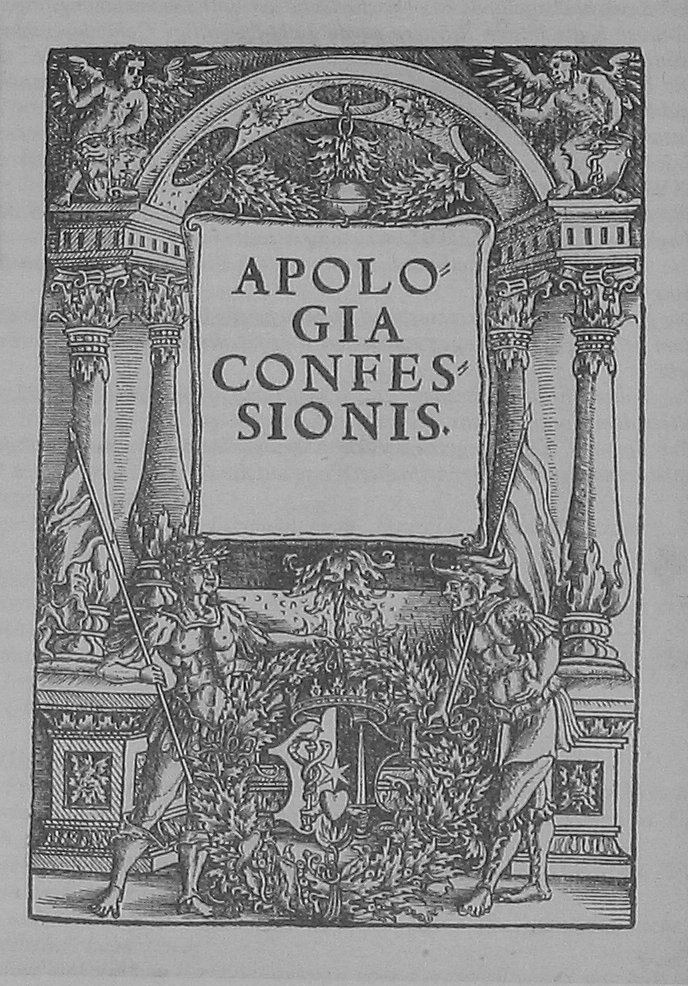
Strona tytułowa wydania łacińskiego (1531)

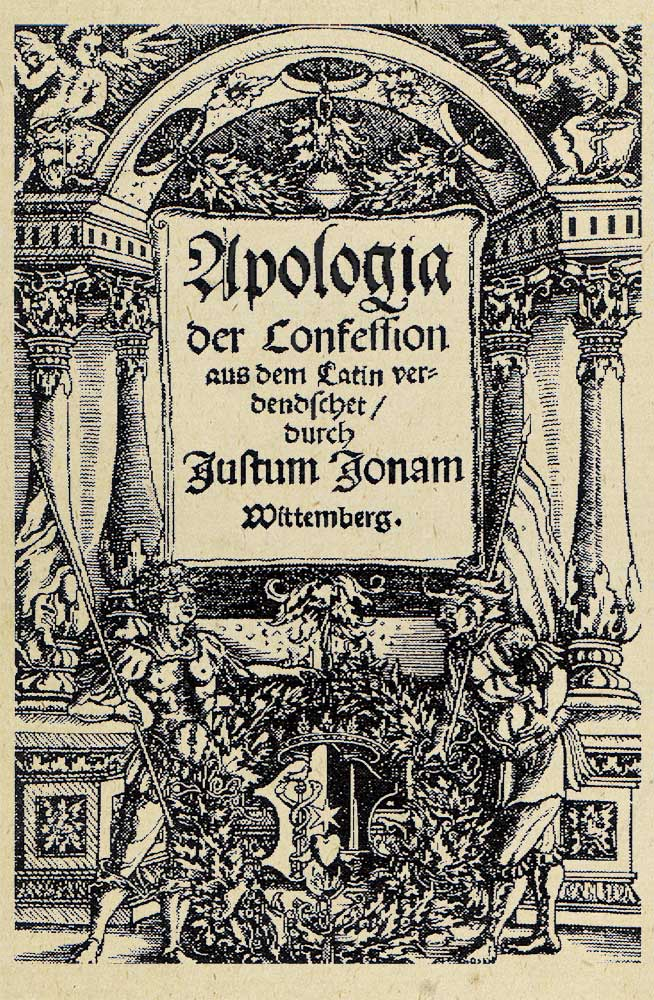
Strona tytułowa tłumaczenia niemieckiego dokonanego przez Justusa Jonasa

Obrona Wyznania augsburskiego (Apologia Konfesji Augsburskiej, łac. Apologia Confessionis Augustanae) – dzieło napisane przez Filipa Melanchtona w odpowiedzi na Konfutację Wyznania augsburskiego, zatwierdzoną przez cesarza Karola V odpowiedź strony katolickiej na Wyznanie augsburskie. Obrona Wyznania augsburskiego weszła w skład Księgi zgody jako jedna z ksiąg wyznaniowych luteranizmu.

## Tło historyczne
22 lipca 1530 cesarz Karol V zaaprobował ostateczny tekst Konfutacji, który 3 sierpnia został odczytany przez sejmem w Augsburgu w tej samej sali, co 25 czerwca Wyznanie augsburskie. Cesarz oświadczył, że „taka jest jego wiara” i domagał się przyjęcia jej przez wszystkich zgromadzonych. Słowa władcy potraktowano jako groźbę podjęcie działań zbrojnych. 
Treść Konfutacji budziła otwarty sprzeciw ewangelików, dlatego od razu pomyślano o przygotowaniu odpowiedzi. Zadania podjął się, zachęcony przez Marcina Lutra, Filip Melanchton, autor Wyznania augsburskiego. Przygotowanie odpowiedzi nie było jednak łatwe. Ewangelikom odmówiono przekazania tekstu Konfutacji, uzależniając to od warunków niemożliwych do zaakceptowania przez stronę luterańską, a sam Melanchton nie był obecny podczas jej odczytania, dlatego musiał się opierać na notatkach sporządzonych przez uczestników posiedzenia, a zwłaszcza jego przyjaciela z Norymbergi, Joachima Camerariusa. 18 sierpnia teolog otrzymał projekt odpowiedzi przygotowany przez Andreasa Osiandra, którego jednak prawie nie wykorzystał. Początkowo Melanchton pracował na własną rękę, gdyż wciąż trwały rokowania pomiędzy stroną luterańską i katolicką. Kiedy jednak nadzieja na pokojowe rozwiązanie sporu rozwiała się, 29 sierpnia stany ewangelickie oficjalnie zdecydowały o konieczności przygotowania odpowiedzi na Konfutację. Wbrew rozpowszechnionej opinii polecenia nie otrzymał sam tylko Melanchton – napisał on w przedmowie do Obrony: „Nakazali więc mnie i niektórym innym sporządzić Obronę Wyznania”. Współautorzy jednak, poza Gregorem Brückiem, są nieznani.
Do 20 września Melanchton ukończył pierwszą wersję Obrony Wyznania, której początkowo nadał tytuł Uchylenie oskarżeń Konfutacji, a którą później określano jako Prima delineatio Apologiae (Pierwszy zarys obrony). 22 września przedstawiono projekt zamykającego Sejm końcowego dekretu cesarskiego, w którym znalazło się stwierdzenie o obaleniu wyznania ewangelickiego na podstawie Pisma Świętego. Ewangelikom dano czas do 15 kwietnia 1531 roku na rozważenie, czy chcą się zjednoczyć z Kościołem chrześcijańskim, Ojcem Świętym i Jego Wysokością. W tym czasie nie miały ukazywać się żadne publikacje ewangelickie ani nie miały być wprowadzane żadne reformy. Kanclerz Gregor Brück podniósł protest i przedstawił projekt Obrony. Królowi niemieckiemu Ferdynandowi I przekazano tekst Obrony, który jednak na znak cesarza zwrócił tekst i odmówił jego przyjęcia; zdaniem opinii obserwatorów cesarz uczynił to za podszeptem Ferdynanda.
Odmowę przyjęcia Obrony potraktowano jako zerwanie negocjacji. 23 września elektor saski Jan Stały opuścił Augsburg, a do 19 listopada, kiedy przyjęto ostateczny tekst dekretu, miasto opuścili wszyscy przedstawiciele stanów ewangelickich. Pod ich nieobecność przyjęto dekret o treści znaczenie ostrzejszej od początkowej, domagający się egzekucji edyktu z Wormacji i przyjęcia wszystkich dogmatów i praktyk odrzuconych przez ewangelików, potwierdzający uznanie treści Konfutacji i obalenie wyznania ewangelickiego na podstawie Pisma. 
Ponieważ krótko po zakończeniu sejmu Melanchton podjął się zredagowania Obrony na nowo, jej pierwszy projekt długo pozostawał nieznany – opublikował go dopiero David Chytraeus w 1578 roku. Początkowo Melanchton, jak na to wskazuje przedmowa, chciał dokonać jedynie niewielkich poprawek. Po pewnym czasie otrzymał jednak tekst Konfutacji – prawdopodobnie wysłano mu ją z Norymbergi, której delegatom przekazano jej tekst 28 sierpnia. Do połowy kwietnia 1531 roku nowa, bardziej zdecydowana w argumentacji wersja Obrony była gotowa. Wkrótce opublikowano łaciński tekst Wyznania augsburskiego i jego Obrony.
Tłumaczenie Obrony na język niemiecki opublikowane zostało pół roku później, choć od początku zakładano jego powstanie. Przekładu dokonał Justus Jonas. Nie było to dosłowne tłumaczenie tekstu łacińskiego i zawierało pewne zmiany, które jednak należałoby raczej przypisywać Melanchtonowi, udzielającego pomocy przy tłumaczeniu, niż samemu Jonasowi. Nowy tekst zdobył powszechne uznanie (choć Luter miał swojego uwagi, dlatego planował napisanie własnej niemieckiej Obrony) i w kwietniu 1532 roku został przyjęty przez stany ewangelickie w zjeździe w Schweinfurcie (choć Melanchton także później dokonywał poprawek, tak jak to zresztą czynił z tekstem Wyznania augsburskiego). W późniejszym czasie przyjęcie Obrony uznano jako jeden z warunków przyjęcia do Związku szmalkaldzkiego.

## Układ, charakter i treśćObrony
Układ Obrony Wyznania augsburskiego jest odwzorowaniem Wyznania augsburskiego i jej Konfutacji, do której treści Obrona ustawicznie się odnosi, przy czym powiązane ze sobą artykuły IV, V, VI, a także w znacznej mierze XX połączono ze sobą. Artykuły, co do których panowała zgoda z katolikami, potraktowano jedynie zdawkowo. Dlatego też Gregor Brück nazwał ją odpowiednikiem Wyznania augsburskiego. Obrona nie ma jednak charakteru wyznania wiary, lecz raczej teologicznego uzasadnienia Wyznania augsburskiego, stanowiącego polemikę z teologią scholastyczną. Nie jest to też rozprawa naukowa – język Obrony jest żywy i nacechowany emocjonalnie, w swej polemice ostrzejszy od Wyznania augsburskiego, chociaż ogólnie łagodny i wyważony, co było charakterystyczne dla stylu Melanchtona.
Głównym i najdłużej dopracowywanym artykułem Obrony Wyznania augsburskiego jest artykuł o usprawiedliwieniu. W tym artykule, ale i we wszystkich innych, centralne miejsce zajmują charakterystyczne dla luteranizmu tematy – Prawo i Ewangelia, grzech i łaska, wiara i usprawiedliwienie. W podsumowaniu autor Obrony nie pozostawia wątpliwości, który artykuł wiary uznaje za najważniejszy – jest nim „artykuł o odpuszczeniu grzechów, że odpuszczenie grzechów osiągamy darmo dzięki wierze ze względu na Chrystusa”.

## Wydania polskie
(przekład: Wiktor Niemczyk)
- Wybrane Księgi Symboliczne Kościoła Ewangelicko-Augsburskiego, Warszawa 1980.
- Księgi Wyznaniowe Kościoła Luterańskiego, Bielsko-Biała 1999, 2003, ss. 165–325.